# Селенское сельское поселение
Селенское сельское поселение — упразднённое муниципальное образование, входившее в состав Тёмкинского района Смоленской области России в 2004—2017 годах.
Административный центр — деревня Селенки.
Образовано законом от 1 декабря 2004 года. Упразднено законом от 28 июня 2017 года с включением всех входивших в его состав населённых пунктов в Павловское сельское поселение.

## Географические данные
- Общая площадь: 109,84 км²
- Расположение: центральная часть Тёмкинского района
- Граничит:
  - на северо-западе — с Аносовским сельским поселением
  - на северо-востоке — Батюшковским сельским поселением
  - на востоке — с Павловским сельским поселением
  - на юге — с Медведевским сельским поселением
  - на западе — с Кикинским сельским поселением
- Крупные реки: Воря.
- По территории поселения проходит железная дорога Вязьма — Калуга, имеются станции: О.п. 39-й км, Засецкая.

## Население
| 2007 | 2011 | 2012 | 2013 | 2014 | 2015 | 2016 |
| ---- | ---- | ---- | ---- | ---- | ---- | ---- |
| 341  | →341 | ↘321 | ↘310 | ↘287 | ↗300 | ↗308 |
| 2017 |      |      |      |      |      |      |
| ↗310 |      |      |      |      |      |      |

## Населённые пункты
В состав поселения входили следующие населённые пункты:
- Селенки
- Головкино, деревня
- Еськово, деревня
- Засецкое, деревня
- Колчужино, деревня
- Мотовилово, деревня
- Перетес, деревня
- Рамоны, деревня
- Степаники, деревня
- Федюково, деревня
- Шубкино, деревня
- Якшино, деревня

## Экономика
Сельхозпредприятия, магазины, льнопереаботка.